# Gabriel Trandafirescu
Gabriel Trandafirescu a fost un jucător și antrenor de fotbal. Ca fost fotbalist, Trandafirescu s-a remarcat la FC Argeș câștigând titlul de campion național în 1979 alături de această echipă. În vara anului 1979, după o pauză de 7 ani, FC Argeș reușește să devină campioană pentru a doua oară. Lotul echipei piteștene, condus de antrenorii Florin Halagian și Constantin Oțet, în acel sezon a inclus următorii jucători: Gheorghe Cristian, Andrei Speriatu, Ilie Bărbulescu, Constantin Cârstea, Doru Toma, Viorel Moiceanu, Sevastian Iovănescu, Constantin Stancu, Marin Radu II, Nicolae Radu III, Gheorghe Chivescu, Viorel Turcu, Mihai Zamfir, Doru Nicolae, Nicolae Dobrin, Petre Ivan, Mihai Iatan, Gabriel Trandafirescu, Ion Stancu, Nițu Gheorghe, Sergiu Moisescu și Eugen Ralea.
După încheierea carierei sale de fotbalist, s-a dedicat antrenoratului și educației tinerilor. A câștigat câteva trofee la nivel de cadeți, competiții școlare și centrale olimpice, și a participat la competiții internaționale, precum "Cupa Gothia" din Suedia. A fost antrenor la echipele naționale de tineret ale României.
Deține titlul de conferențiar universitar doctor și este licențiat UEFA A, având, de asemenea, gradul I în învățământ și antrenor categoria I.
În 2024, Gabriel Trandafirescu pregătește Echipa feminină de fotbal ACS Campionii Fotbal Club Argeș (Liga 2),  alături de Mihai Cârstea (antrenor) și Cristina Sandu (antrenor secund).